# Cataluña (F-73)
La Cataluña (F-73), fue una fragata de la Armada Española, de la Clase Baleares, que estuvo en servicio desde 1975 hasta 2004.

## Desarrollo del proyecto

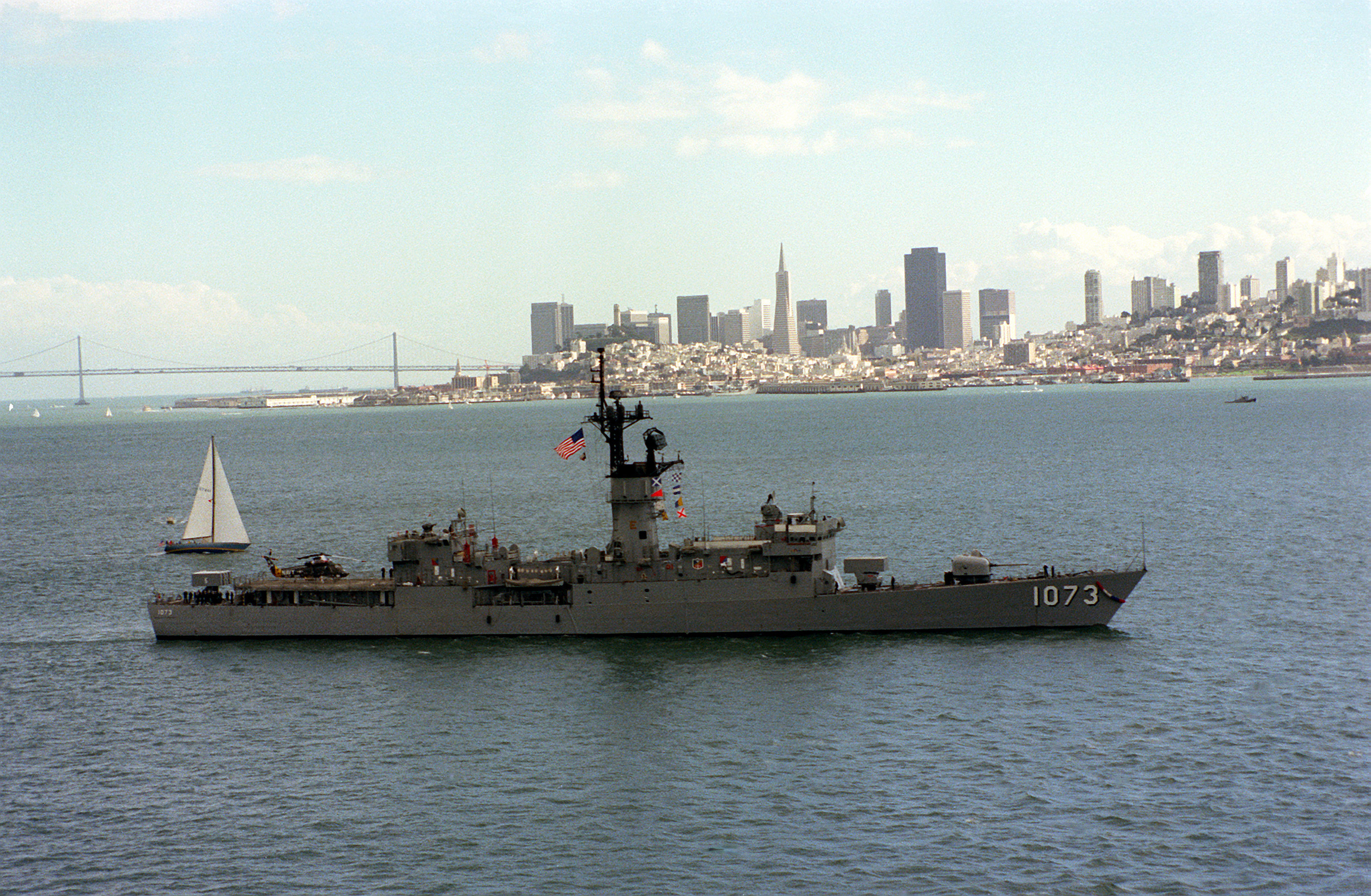
Una fragata estadounidense de la Clase Knox en la que se basó el diseño de la clase Baleares. El buque es el USS Robert E. Peary (FF-1073). Imagen de 1981.

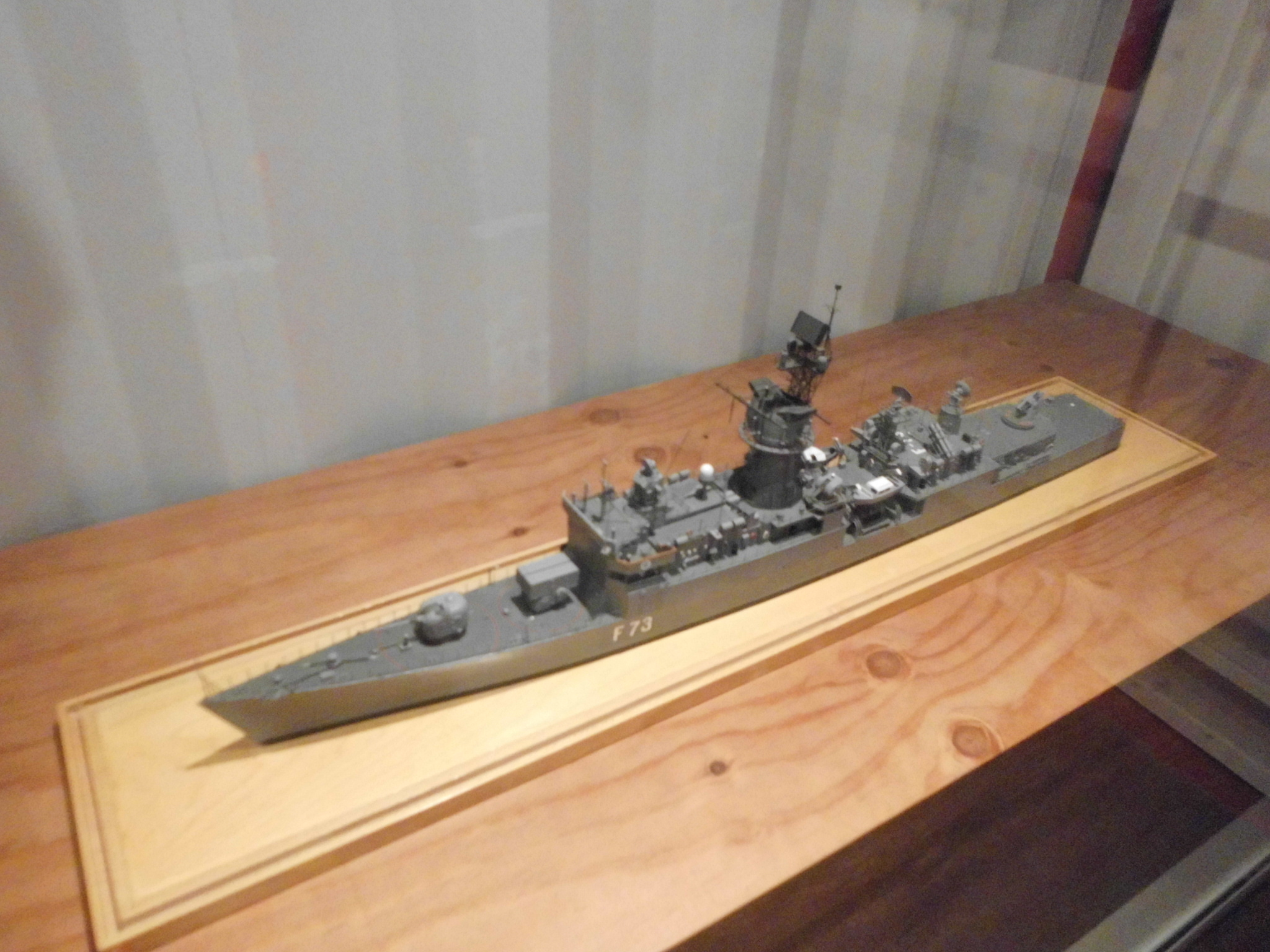
Maqueta de la fragata Cataluña en el Museo Marítimo de Barcelona.

A finales de los años 60, la Armada española dispuso por fin de unos presupuestos algo más desahogados, que le permitieron comenzar a planear la construcción de nuevos buques. A raíz de estas disposiciones, se redactó un Plan Naval, que, en su primera fase, preveía la construcción de los primeros escoltas lanzamisiles de la Armada.
Inicialmente, se pensó en buques de tecnología británica, en concreto de la clase "Leander", siguiendo la tendencia establecida en los años 20 y 30 de construir en España buques de diseño inglés, adaptándolos a las necesidades de nuestra Armada. Sin embargo, el gobierno laborista de la época no veía con buenos ojos al régimen de Franco, por lo que vetó la operación.
En esta tesitura, la Armada volvió sus miras al otro lado del océano, estableciendo contactos con la US Navy para seleccionar un proyecto que permitiese la construcción de la nueva clase de escoltas.
Finalmente, se decidió utilizar como base del proyecto las fragatas antisubmarinas clase Knox. Sin embargo, los requerimientos españoles eran diferentes de los estadounidenses, ya que la Armada necesitaba un buque con capacidad multipropósito en vez de un buque puramente antisubmarino. Por esta razón, se decidió eliminar el hangar y reducir al mínimo la plataforma de vuelo para un helicóptero ligero de las Knox y situar en su lugar un lanzador de misiles antiaéreos de zona Standard SM-1 MR. También se decidió instalar montajes cuádruples de misiles Harpoon y se instaló un radar tridimensional aéreo AN/SPS-52B, para aumentar la capacidad de detección de aeronaves.
Gracias a estas modificaciones, la Armada obtuvo a un coste moderado un buque con gran capacidad antiaérea, antisubmarina y antibuque, especialmente tras la modernización de finales de los años 80, en la cual se instalaron un par de montajes de defensa puntual Meroka y se mejoraron la electrónica y el sistema de combate. La única pega que se les pueda poner es la debilidad de su sistema de propulsión y la imposibilidad de operar con helicópteros, salvo los pequeños Hughes 369 ASW, los únicos de la Armada que podían operar en su reducida cubierta de vuelo, aunque al no contar con un hangar se trataba de aeronaves destacadas temporalmente desde otros buques, en especial el Dédalo (R-01).

## Historial
Fue botada el 3 de noviembre de 1971 amadrinada por Carmen Pichot, esposa del por entonces, vicepresidente del gobierno, y fue entregada a la armada el 16 de enero de 1975.
Fue asignada a la 31ª Escuadrilla de escoltas, a la que paulatinamente, se irían uniendo las otras cuatro fragatas de su clase, Baleares, Andalucía, Asturias y Extremadura. Tras su alta, realizó un crucero de instrucción en el que hizo escala en Norfolk y Puerto Rico
Recibió su bandera de combate en Barcelona el 22 de marzo de 1975 en un acto presidido por el Príncipe Juan Carlos de Borbón, y amadrinado por la princesa Sofía de Grecia y Dinamarca.
En junio de 1979, participa junto a la Extremadura, varios destructores y submarinos en las maniobras "Mar Santander", tras lo cual, regresó a Ferrol el día 13 de junio.
El 31 de mayo de 1990, mientras estaba en su base en Ferrol, se produjeron tres muertos a bordo, al saltar por accidente el sistema antiincendios del pañol de proa, que dejó sin oxígeno el citado pañol.
En 1992, trasladó la antorcha Olímpica desde el puerto del Pireo en Atenas hasta a Ampurias, desde donde está, emprendió su camino hasta Barcelona.
El 8 de enero de 1993, zarpó desde su base de ferrol, para relevar a la Andalucía en el puerto de Brindisi en las operaciones de embargo a la antigua Yugoslavia, finalizando su primera estancia en aquellas aguas el 1 de abril del mismo año, periodo en el que desvió quince buques, visitó veinticuatro e interrogó a 748, tras lo cual, fue relevada por la Baleares. Estuvo destacada en total en cuatro ocasiones en el mar Adriático.
En noviembre de 2002, estuvo presente durante el naufragio del petrolero Prestige
El 6 de junio de 2003, zarpó desde su base en Ferrol con rumbo a Cádiz, para participar en las maniobras NEO Tapón 03 en el que sería su crucero de despedida, en el que tocó los puertos de Cartagena, Tarragona y Barcelona
El ayuntamiento de San Feliu de Guíxols, mostró su interés para incorporarla al futuro espacio museográfico Cousteau-Planeta Océano sobre el mundo marino, si bien, no llegó a cuajar la iniciativa.
Fue dada de baja en el arsenal militar de en junio de 2004.
Tras su baja, el Almirante Jefe de la Armada (AJEMA) Sebastián Zaragoza Soto, entregó la bandera de combate del buque a la Generalidad de Cataluña en el Museo Marítimo de la Ciudad Condal.
En 2007, fue hundida como buque objetivo en las maniobras SINEX del año 2007 por un torpedo filoguiado F-17 mod. 2. lanzado por el submarino Siroco (S-72), en aguas de Canarias

### Buques de la clase
- Baleares (F-71)
- Andalucía (F-72)
- Asturias (F-74)
- Extremadura (F-75)

### Buques similares
- Clase Knox